# Театър на Балб
Театърът на Балб (на латински: Theatrum Balbi) е обществена сграда издигала се на Марсово поле в Рим. Построен е през 13 г. пр.н.е. от Луций Корнелий Балб и представлява третият по рода си постоянно действащ каменен римски театър в древния град.

## История
През 19 г. пр.н.е.. проконсулът на римската провинция Африка Луций Балб постига значима победа в борбата с племето гарамантите, за което получава правото на триумф. Вероятно с плячката и трофеите придобити в хода на тази военна кампания той започва строителството в Рим на пищно декориран театър. Дейността по изграждането на сграда приключва през 13 г. пр.н.е, когато тя официално открита. Събитието е придружено с голяма помпозност и специално провели се игри, въпреки че точно тогава разлелите се извън коритото си води на река Тибър затрудняват достъпа до театъра, а самият Балб е принуден да го достигне с помощта на лодка.
През 80 г. Театърът на Балб, наред с редица други разположени в близост до него обществени сгради, е засегнат сериозно от пожар, а възстановяването му е извършено по времето на император Домициан.
Макар информацията засягаща сградата в историческите извори да е оскъдна, театърът е значим с това, че представлява последната обществена сграда построена на Марсово поле в чест на и свързана с личност извън кръга на принцепса и семейството му.

## Местоположение
Театърът на Балб е построен в южната част на Марсово поле, в непосредствена близост до други две големи обществени сгради от този род - Театърът на Помпей и Театърът на Марцел. След разделянето на Рим от император Август на 14 региона тази част от града попада в пределите на Регион IX Циркус Фламиниус.
Точното местоположение на театъра е предмет на диспути до 1960 г., когато италианският археолог Гулиелмо Гати успява да докаже чрез работата си с оцелелите фрагменти от големия мраморен план на античен Рим (Forma Urbis Romae), че останките под Палацо Матеи, считани дотогава за част от Циркус Фламиниус, всъщност принадлежат на Театъра на Балб и по точно са част от неговата кавеа.

## Архитектура
Вижте също Крипта на Балб

### Ориентация и размер
Театърът е изграден по ос от запад на изток като външната фасада на кавеата гледа на запад, а от източната страна и зад сцената на сградата Балб издига, по пример от Театъра на Помпей, голям квадропортик стоящ върху засводена крипта.
По своят размер сградата отстъпва на разположените в близост Театър на Помпей и Театър на Марцел като диаметърът се изчислява на 95 метра в сравнение със 150 м и 130 м. за другите два театъра. Поради това Театърът на Балб е най-малкият от трите и по своят капацитет. Така в регионалните каталози съставени по времето на император Константин I се говори за 11510 места за зрители, но изчисленията на съвременни учени се колебаят от 7700 до 8840 места.

### Отанки
Поради малкото останали запазени физически останки не се знае много за структурата на сградата. Под Палацо Матеи са разкрити четири радиални стени с дължина от 8,1 метра, всяка от които завършва с пилон дълъг 2,4 метра и изграден от туф. При вътрешните си краища тези стени са свързани от извита стена, която вероятно съставлява външната стена на вътрешен пръстеновиден проход. В близост до тези находки са открити още подобни стени. Качеството на градежа говори, че сградата е била изградена съобразно най-високите за времето стандарти.

### Украса
Въпреки оскъдността на информацията, от наличните данни може да се направи заключение, че Театърът на Балб е бил богато декориран. Открити са части от подова мозайка под една от входните арки на сградата, а сред ценната украса са били и четири колони изработени от оникс.